# Alvin Youngblood Hart

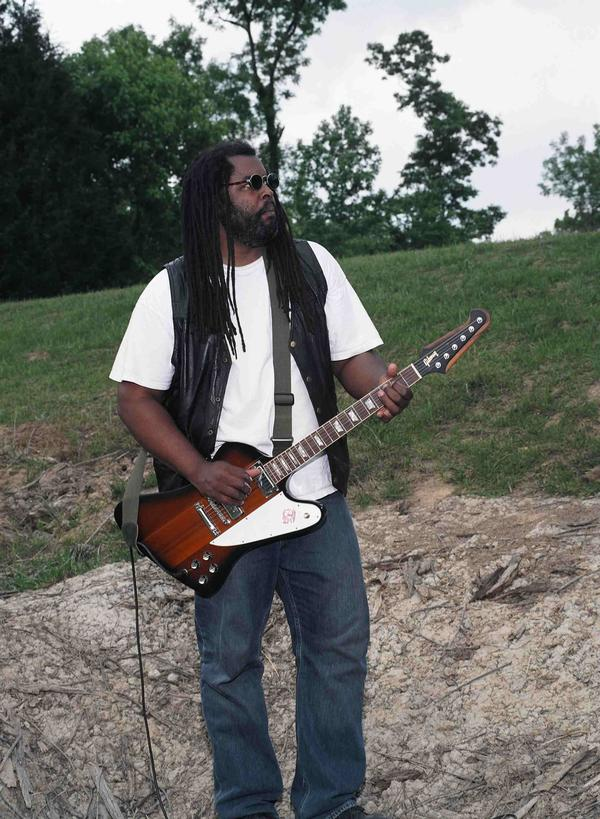
Alvin Youngblood Hart

Alvin Youngblood Hart, geboren als Gregory Edward Hart (* 2. März 1963 in Oakland, Kalifornien) ist ein US-amerikanischer Blues-Musiker aus Memphis, Tennessee. Hart spielt akustische und elektrische Gitarren sowie Banjo und Mandoline. Sein Beiname Youngblood verweist auf seine indianischen Vorfahren.
Alvin Youngblood Hart gilt als einer der bedeutendsten Interpreten des Country Blues seiner Generation, obwohl er mit seinen Plattenaufnahmen die Grenzen des Genres stets überschritten und stilistische Vielfalt gezeigt hat. Als Kind kam Hart über seine musizierenden Eltern und Großeltern zum Delta Blues. Sein Gitarrenspiel entwickelte er anhand der Blues-Plattensammlung seiner Eltern und der Aufnahmen von Jimi Hendrix und den Rolling Stones. Seine Musik, die sich aus allen amerikanischen Musiktraditionen nährt, bezeichnet er selbst mittlerweile als Hard Americana.
Mit seinem Debüt-Album Big Mama’s Door, das 1996 bei Sony Music auf dem Label Okeh Records erschien, erntete Hart von der Fachpresse sowie von Musikerkollegen wie Taj Mahal und Eric Clapton positive Kritiken. Im Folgejahr wurde Hart als bester Newcomer mit dem W.C. Handy Award ausgezeichnet.
Der Nachfolger Territory, mit dem sich Hart bereits vom reinen akustischen Country-Blues weg bewegte und seine stilistische Bandbreite um Country, Ska und Rock erweiterte, wurde von den US-amerikanischen Musikmagazinen Down Beat und Living Blues jeweils zum Album des Jahres gewählt. Ebenso erhielt er in diesem Jahr den Living Blues Award als bester Gitarrist, 2004 den als bester Gitarrist und Sänger. Mit Start With The Soul ging Hart noch einen Schritt weiter und machte mit Soul- und Southern-Rock-Elementen deutlich, dass er sich nicht in eine stilistische Schublade stecken lassen will. Die New York Times wählte die CD unter die zehn besten Platten des Jahres 2000. Die britische BBC ernannte sie zur Blues-Platte des Jahres.
Für das Album Down In The Alley kehrte Hart wieder zum akustischen Country-Blues zurück. Hier interpretierte er den Blues seiner Vorbilder Bukka White, Leadbelly, Charlie Patton, Skip James oder Sleepy John Estes auf restaurierten Instrumenten und veröffentlichte das Ergebnis als monophone Aufnahme. Das Album wurde 2003 für den Grammy Award als bestes traditionelles Blues Album (Best Traditional Blues Recording) nominiert.
2003 gründete Hart das Bandprojekt JoB Cain, bei dem Audley Freed von den Black Crowes mitwirkte. Die Band entwickelte einen härteren Gitarren-Bluesrock, der auf Harts folgendem Album Motivational Speaker zum Ausdruck kam.
Hart tritt sowohl solo als auch mit seiner Band Muscle Theory auf. Gelegentlich ist er auch auf Bühnen in Deutschland anzutreffen. Alvin Youngblood Hart lebt in Memphis im US-Staat Tennessee.

## Diskografie
- Big Mama’s Door (Okeh/Sony Musik 1996)
- Territory (Hannibal Records/Rykodisc 1998)
- Start With The Soul (Hannibal Records/Rykodisc 2000)
- Down In The Alley (Memphis International Records 2002)
- Motivational Speaker (Tone Cool Records/Artemis 2005)